# Farsta (metropolitana di Stoccolma)
Farsta è una stazione della metropolitana di Stoccolma.
È collocata all'interno dell'omonimo quartiere nonché dell'omonima circoscrizione, mentre sul tracciato della linea verde della rete metroviaria locale T18 è compresa tra le fermate di Hökarängen e l'attuale capolinea di Farsta strand.
Divenne ufficialmente operativa il 19 novembre 1958. Anche Farsta tuttavia è stata un capolinea di tratta: fu così dal momento della sua apertura fino al 27 agosto 1971, giorno in cui fu inaugurata la successiva fermata di Farsta strand.
La piattaforma è posizionata in superficie, su un cavalcavia ubicato sopra i piazzali Kroppaplan e Munkforsplan. L'entrata è invece situata all'angolo tra la stessa Kroppaplan e la strada Larsbodavägen. La stazione è stata progettata dall'architetto Nils Arne Rosén, mentre al suo interno sono ospitati contributi artistici dell'artista Gunnar Larson datati 1982.
L'utilizzo medio quotidiano durante un normale giorno feriale è pari a 10.100 persone circa.

## Tempi di percorrenza
| Linea | Capolinea     | Tempo  | Stazione                                                 | Tempo                              |
| T18   | Alvik         | 36 min | Skärmarbrink Gullmarsplan Slussen Gamla stan T-Centralen | 12 min 14 min 18 min 19 min 23 min |
| T18   | Farsta strand | 3 min  | Skärmarbrink Gullmarsplan Slussen Gamla stan T-Centralen | 12 min 14 min 18 min 19 min 23 min |